# Bourg-Saint-Maurice
Bourg-Saint-Maurice (frankoprovenzalisch Bôrg-Sant-Mori) ist eine französische Gemeinde mit 7228 Einwohnern (Stand 1. Januar 2022) im Département Savoie in der Region Auvergne-Rhône-Alpes. Die Stadt im Arrondissement Albertville liegt an der Isère im oberen Teil des Tarentaise-Tals, nahe der Grenze zu Italien. Im Süden von Bourg-Saint-Maurice befindet sich die Wintersportregion Les Arcs.

## Geschichte
Die Römer gründeten die Siedlung Bergintrum in der Provinz Alpes Graiae. Gemäß dem Itinerarium Antonini lag sie an der Straße zwischen den Städten Mediolanum (Mailand) und Lugdunum (Lyon). Später hieß der Ort Saint-Maurice, benannt nach dem heiligen Mauritius; der Namensbestandteil Bourg erschien erst im 15. Jahrhundert.
Nach der Eroberung durch französische Truppen hieß der Ort ab 1794 Nargue-Sarde. Als er 1815 wieder an das Königreich Sardinien gelangte, wurde der alte Name wieder eingeführt. 1861 kam Bourg-Saint-Maurice endgültig zu Frankreich.
Mit dem Aufbau der Wintersportgebiets Les Arcs begann in den 1960er Jahren ein wirtschaftlicher Aufschwung.
Ab 1962 war das siebte Bataillon der Chasseurs alpins in Bourg-Saint-Maurice stationiert. 2012 
wurde es im Zuge einer Neustrukturierung nach Varces verlegt, was den Wegzug von rund 2000 Einwohnern mit sich brachte (Soldaten und Personal mit ihren Familien).

## Wirtschaft und Verkehr
Die Gemeinde ist wirtschaftlich stark vom Tourismus und von den hier stationierten Truppen abhängig, weshalb der Dienstleistungssektor klar überwiegt. Auf einer Wildwasseranlage in der Isère finden regelmäßig internationale Kanuslalom-Wettkämpfe statt, beispielsweise 2002 die Weltmeisterschaften. Der alpine Rundweg Tour du Mont-Blanc führt durch das zum Gemeindegebiet gehörende Vallée des Glaciers.
Bourg-Saint-Maurice ist Ausgangspunkt der Passstraßen zum Cormet de Roselend, zum Col de l’Iseran und zum Col du Petit Saint-Bernard, welche allerdings im Winterhalbjahr gesperrt sind. Die Route nationale 90 führt nach Albertville und Grenoble. Der Bahnhof von Bourg-Saint-Maurice ist Endstation der SNCF-Bahnlinie durch die Tarentaise nach Albertville. Wegen seiner hohen touristischen Bedeutung wird er von TGV-, Thalys- und Eurostar-Zügen bedient, die durchgehend bis nach Paris, Brüssel, London und Amsterdam verkehren. Eine Standseilbahn stellt in der Hauptsaison (Dezember bis April sowie Juli und August) die Verbindung nach Les Arcs her.

## Partnergemeinden
Partnergemeinden von Bourg-Saint-Maurice sind Altensteig im deutschen Bundesland Baden-Württemberg und Pinon im Département Aisne.

## Bevölkerungsentwicklung

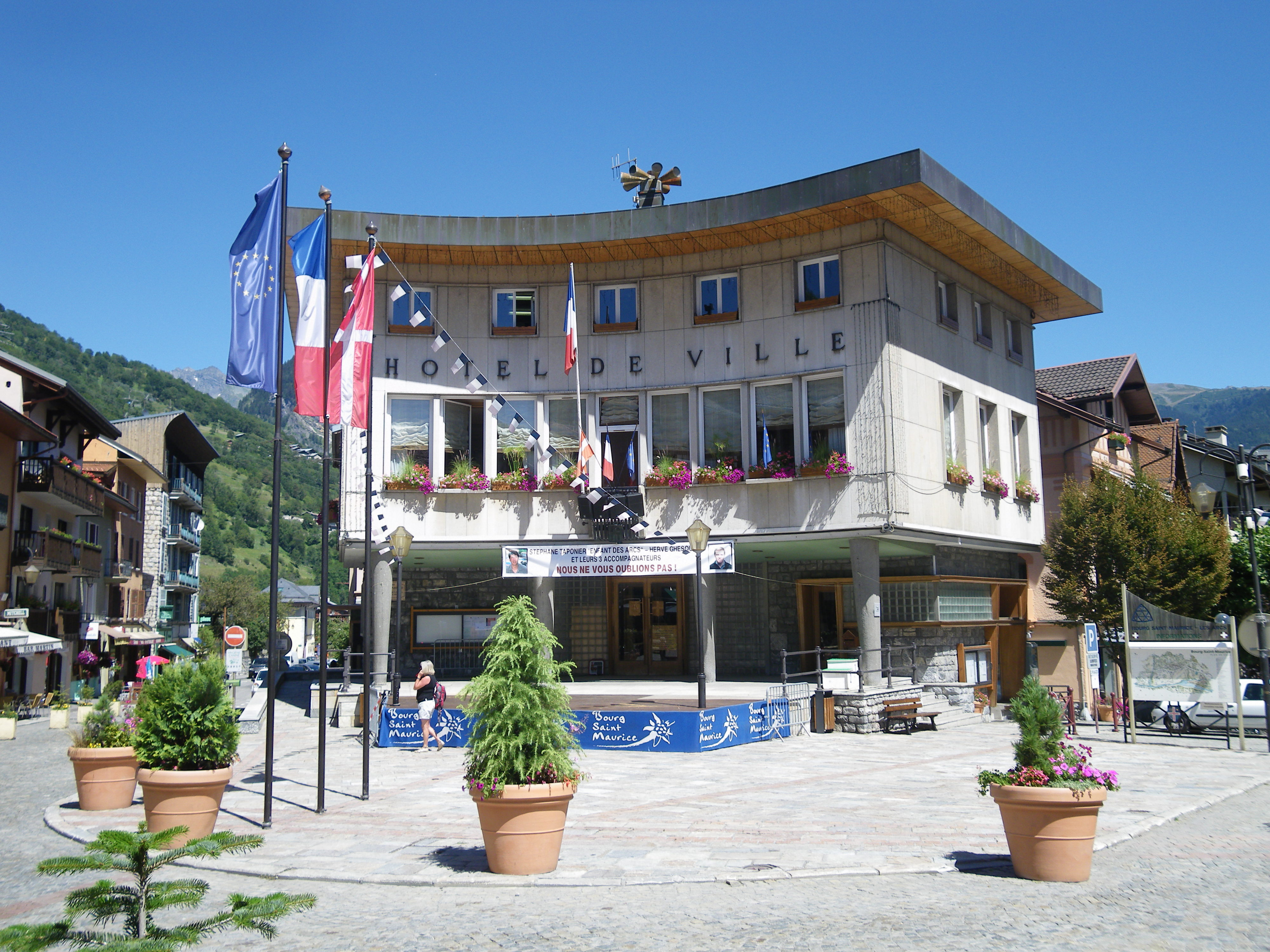
Rathaus (Hôtel de ville)

| Jahr      | 1962 | 1968 | 1975 | 1982 | 1990 | 1999 | 2007 | 2018 |
| Einwohner | 3178 | 3931 | 4748 | 5839 | 6056 | 6747 | 7681 | 7252 |

## Persönlichkeiten
- Maria Domenica Michelotti (* 1952), san-marinesische Politikerin
- Guy Martin (* 1957), Drei-Sterne-Koch
- Paul Arpin (* 1960), Langstreckenläufer
- Hervé Gaymard (* 1960), Politiker
- Christian Gaidet (* 1963), Skirennläufer
- Patrice Bianchi (* 1969), Skirennläufer
- Fabien Bertrand (* 1971), Freestyle-Skier
- Sophie Lefranc-Duvillard (1971–2017), Skirennläuferin
- Thony Hemery (* 1972), Freestyle-Skier
- Bertrand Blanc (* 1973), Skibergsteiger
- Laurent Niol (* 1973), Freestyle-Skier
- Christophe Ségura (* 1974), Snowboarder
- Claude Crétier (* 1977), Skirennläufer
- Liv Sansoz (* 1977), Bergsteigerin und Sportkletterin
- Ingrid Jacquemod (* 1978), Skirennläuferin
- Sébastien Pichot (* 1981), Skirennläufer
- Émilie Fer (* 1983), Kanutin
- Marie Martinod (* 1984), Freestyle-Skierin
- Marine Rougeot (* 1986), Biathletin
- Anémone Marmottan (* 1988), Skirennläuferin
- Jean-Frédéric Chapuis (* 1989), Freestyle-Skisportler
- Kévin Rolland (* 1989), Freestyle-Skisportler
- Marielle Berger Sabbatel (* 1990), Freestyle-Skiläuferin
- Brice Roger (* 1990), Skirennläufer
- Alexandre Pouyé (* 1993), Skilangläufer
- Adrien Thomasson (* 1993), Fußballspieler
- Chloé Trespeuch (* 1994), Snowboarderin
- Adèle Milloz (1996–2022), Skibergsteigerin
- Tess Ledeux (* 2001), Freestyle-Skierin
- Éric Perrot (* 2001), Biathlet